# Mylothris croceus
Mylothris croceus is een vlindersoort uit de familie van de Pieridae (witjes), onderfamilie Pierinae.
Mylothris croceus werd in 1896 beschreven door Butler.